# پیشادیرین‌بیدستر
پیشادیرین‌بیدستر (نام علمی: Propalaeocastor) نام یک سرده از تیره بیدستران است.